# آبي إيشوه
آبي إيشوه أو آبيشوم هو ثامن ملك في السلالة البابلية الأولى حكم لمدة 28 سنة (1648-1620ق م) تولى الحكم بعد ابيه سمسو ايلونا .

## حكمه
هو في الحقيقة ليس ابن سمسو ايلونا لكن سمسو ايلونا اختره كامير له وولي عهد لمملكته، لكنه من نفس الملك و يرجع إلى سومولايل , وأصبح ملكا لبلاد بابل و ملك لارض سومر و اكاد , ولقب نفسه بملك الجهات الأربعة. قام هذا الملك مثل خلفائه لملوك بابل بمحاربة الجوار وفي السنة الرابعة من حكمه ظهر الكاشيين كخصم قوي لبابل والذين لاحقا تمكنوا من احتلال بابل، كما أنه قام ببناء السدود على نهر دجلة في محاولة يائسة للقبض على ايلوما ايلو مؤسس سلالة القطر البحرية الاولى , ففي إحدى الألواح من كيش ذكرت بأن ابي ايشوه قام ببناء سد أو بوابة على نهر دجلة لكنه هدم بفعل الإله مردوخ كما ذكرت الألواح الكاشية، أثناء حكم امي ديتانا ابن أبي ايشوه.
كما قام أيضا ملك عيلام كوتير ناهونتي بمهاجمة بلاد بابل وتمكن من السيطرة على 30 مدينة.
قام هذا الملك ببعض الأعمال البنائية في مدينة لوهايا التي بناها حمورابي على قناة اراهتوم شمال مدينة بابل , توفي ابي ايشوه سنة 1620 ق م وتولى الحكم بعده امي ديتانا ابنه.